# Woolverstone
Woolverstone ist ein Dorf und eine Verwaltungseinheit im District Babergh in der Grafschaft Suffolk, England. Woolverstone ist 6,7 km von Ipswich entfernt. Im Jahr 2022 hatte es eine Bevölkerung von 265 Einwohnern. Woolverstone wurde 1086 im Domesday Book als Hulferestuna/Uluerestuna erwähnt.